# Hacettepe Spor Kulübü
L'Hacettepe Spor Kulübü, chiamato comunemente solo Hacettepe, è una società calcistica con sede ad Ankara, in Turchia. Gioca nella TFF 1. Lig, la seconda categoria del campionato turco di calcio.

## Storia
La squadra si formò con il nome di ASASSpor.
Nel 2003 l'ASASSpor ebbe una crisi finanziaria e il Gençlerbirliği acquistò il club e ne cambiò il nome in Gençlerbirliği ASASSpor. Anche lo stemma della squadra fu sostituito con quello del Gençlerbirliği.
Dopo che l'OFTAŞ firmò una sponzorizzazione con il Gençlerbirliği nel 2006, il nome del club fu cambiato in Gençlerbirliği OFTAŞ.
Nel 2007, prima che l'OFTAŞ fosse promosso, la federazione calcistica turca stabilì che la squadra avrebbe potuto partecipare alla Süper Lig, nonostante il legame con il Gençlerbirliği con cui i giocatori della squadra erano sotto contratto, fintantoché i due club avessero avuto due presidenti differenti.
Dopo il primo campionato in Süper Lig, il Gençlerbirliği OFTAŞ decise di slegarsi completamente dal Gençlerbirliği, cambiando nel 2008 il proprio nome in Hacettepe Spor Kulübü e scegliendo come nuovi colori sociali il bianco e il viola.

## Palmarès

### Competizioni nazionali
- TFF 3. Lig: 2

1998-1999, 2003-2004

### Altri piazzamenti
- TFF 2. Lig:

Secondo posto: 2005-2006

## Stagioni precedenti
- Gençlerbirliği OFTAŞ 2007-2008